# Conviction (film 2010)
Conviction è un film del 2010 diretto da Tony Goldwyn ed interpretato da Hilary Swank e Sam Rockwell.

## Trama
Il film è basato sulla storia vera di Betty Anne Waters, una madre single disoccupata, che con l'aiuto dell'avvocato Barry Scheck del Innocence Project cerca di scagionare il fratello, ingiustamente accusato di omicidio. Per fare questo inizia a studiare ottenendo infine una laurea in legge alla Roger Williams University di Rhode Island. Oltre a studiare legge e il caso di suo fratello, Betty Anne Waters cresce da sola i due figli, lavorando come cameriera part-time.
Kenneth "Kenny" Waters, suo fratello, è stato condannato nel 1983 per aver ucciso Katharina Brow ad Ayer, Massachusetts (l'omicidio è avvenuto nel 1980). Sua sorella Betty Anne, una volta trovate delle prove biologiche, lavora con l'Innocence Project, un'organizzazione senza scopo di lucro dedicata al ribaltamento delle condanne errate, per ottenere la prova del DNA al fine di provare l'innocenza del fratello. Kenny Waters è stato ritenuto innocente il 19 giugno 2001, ma pochi mesi dopo, il 19 settembre 2001, Kenny muore a seguito a una caduta.
Betty Anne Waters vive nel New England e ha continuato il suo lavoro per liberare gli individui ingiustamente condannati per reati, nonché a lottare per i diritti della popolazione carceraria.

## Produzione
La produzione è iniziata nel febbraio del 2009 a Ann Arbor e in altre località del Michigan.

## Distribuzione
Dopo essere stato presentato in anteprima al Toronto International Film Festival l'11 settembre 2010, il film ha debuttato nelle sale cinematografiche statunitensi il 15 ottobre 2010.

## Riconoscimenti
- National Board of Review Awards 2010: premio per la libertà di espressione